# 장병규 (1973년)
장병규(1973년 ~ )는 대한민국의 기업인이다. 대통령 직속 4차산업혁명위원회의 1, 2기 위원장이었다.
2021년 8월 10일 의장직을 맡고있는 크래프톤이 기업공개를 하면서 3조원대의 부호 대열에 합류했다.

## 학력
- 대구수성초등학교
- 대구과학고등학교
- 1991 ~ 1995: 카이스트 전산학과 학사
- 1995 ~ 1997: 카이스트 대학원 전산학과 석사
- 1997 ~ 1999: 카이스트 대학원 전산학과 박사과정 수료